# Per Stenmarck
Per Stenmarck (n. 29 ianuarie 1951, Ystad church parish⁠(d), Malmöhus⁠(d), Suedia – d. 31 ianuarie 2013, Q10669742⁠(d), Comitatul Scania, Suedia) a fost un om politic suedez, membru al Parlamentului European în perioada 1999-2004 din partea Suediei. 